# 초지로 (안산시)
초지로(Choji-ro)는 경기도 안산시 단원구 성곡동에서 성곡동단원구청삼거리를 잇는 도로이다.

## 주요 경유지
경기도
- 안산시 단원구 (초지동)

## 노선 경로
| 이름              | 접속 노선                        | 경유지            | 경유지            | 경유지            | 비고              |
| 시화호수로와 직결 | 시화호수로와 직결                | 시화호수로와 직결 | 시화호수로와 직결 | 시화호수로와 직결 | 시화호수로와 직결 |
| ----------------- | -------------------------------- | ----------------- | ----------------- | ----------------- | ----------------- |
| (이름없음)        | 국가지원지방도 제98호선 (해안로) | 안산시            | 단원구            | 초지동            |                   |
| 별망초교사거리    | 초지1로                          | 안산시            | 단원구            | 초지동            |                   |
| 태영프라자교차로  | 초지2로                          | 안산시            | 단원구            | 초지동            |                   |
| 초지로사거리      | 광덕1로                          | 안산시            | 단원구            | 초지동            |                   |
| 주공14단지교차로  | 광덕2로                          | 안산시            | 단원구            | 초지동            |                   |
| 초지초교사거리    | 광덕3로                          | 안산시            | 단원구            | 초지동            |                   |
| 전원주택사거리    | 광덕4로                          | 안산시            | 단원구            | 초지동            |                   |
| (이름없음)        | 국도 제39호선 (중앙대로)         | 안산시            | 단원구            | 초지동            |                   |

## 주요건물및 시설
- GS칼텍스 초지스타주유소 (초지로 106/초지동 735)
- 기아자동차 고잔들주유소 (초지로 114/초지동 726-5)
- 홈플러스 익스프레스 안산초지점 (초지로 118/초지동 726-3)
- 초지초등학교 (초지로 153/초지동 724-1)
- 타이어프로 안산초지점 (초지로 188/초지동 696)